# Sycophila
Sycophila is een geslacht van vliesvleugeligen uit de familie Eurytomidae. De wetenschappelijke naam van dit geslacht is voor het eerst geldig gepubliceerd in 1871 door Walker.

## Soorten
Het geslacht Sycophila omvat de volgende soorten:
- Sycophila aethiopica (Silvestri, 1915)
- Sycophila albosignata (Kieffer, 1910)
- Sycophila arizonica (Balduf, 1932)
- Sycophila autumnalis (Girault, 1920)
- Sycophila batatoides (Ashmead, 1881)
- Sycophila benghalensis (Joseph & Abdurahiman, 1968)
- Sycophila bicolor (Ashmead, 1900)
- Sycophila bifasciata (Kieffer, 1910)
- Sycophila biguttata (Swederus, 1795)
- Sycophila binotata (Fonscolombe, 1832)
- Sycophila cassinopsisi (Risbec, 1952)
- Sycophila catesbaei (Ashmead, 1881)
- Sycophila cecidosphaga (Brèthes, 1916)
- Sycophila chaliyarensis Narendran, 1994
- Sycophila ciliata (Kieffer, 1910)
- Sycophila compacta (Howard, 1897)
- Sycophila compressa (Girault, 1920)
- Sycophila concinna (Boheman, 1836)
- Sycophila coorgensis (Mukerjee, 1981)
- Sycophila couridae (Cameron, 1913)
- Sycophila curta Chen, 1999
- Sycophila decatoma Boucek, 1988
- Sycophila decatomoides Walker, 1871
- Sycophila deobanensis (Mani & Kaul, 1974)
- Sycophila dharwarensis (Joseph & Abdurahiman, 1968)
- Sycophila diphilus (Walker, 1839)
- Sycophila disholcaspidis (Balduf, 1932)
- Sycophila dorsalis (Fitch, 1859)
- Sycophila dubia (Walsh, 1870)
- Sycophila fasciata (Thomson, 1876)
- Sycophila fastigiata (Kieffer, 1910)
- Sycophila feralis (Girault, 1915)
- Sycophila fici (Joseph, 1961)
- Sycophila flamminneiventris (Girault, 1920)
- Sycophila flava (Ashmead, 1881)
- Sycophila flaviclava Boucek, 1981
- Sycophila flavicollis (Walker, 1834)
- Sycophila flavicornis (Walker, 1836)
- Sycophila flavipes (Balduf, 1932)
- Sycophila floribundae Narendran, 1994
- Sycophila florida (Girault, 1917)
- Sycophila foliatae (Ashmead, 1881)
- Sycophila fujianensis Özdikmen, 2011
- Sycophila fulva (Cameron, 1904)
- Sycophila globuli (Balduf, 1932)
- Sycophila gracilis (Fullaway, 1912)
- Sycophila guareae (Bondar, 1930)
- Sycophila hayati Narendran, 1994
- Sycophila henryi Narendran, 1994
- Sycophila hilla Watsham, 1977
- Sycophila iracemae Nieves Aldrey, 1984
- Sycophila isis (Girault, 1917)
- Sycophila justitia (Girault, 1915)
- Sycophila karnatakensis (Joseph & Abdurahiman, 1968)
- Sycophila kestraneura (Masi, 1917)
- Sycophila kokila Narendran, 1994
- Sycophila kollimaliana (Mukerjee, 1981)
- Sycophila lanae (Ashmead, 1881)
- Sycophila lobatae (Balduf, 1932)
- Sycophila maculifacies Chen, 1999
- Sycophila maculipennis (Bondar, 1930)
- Sycophila marylandica (Girault, 1916)
- Sycophila mayri (Erdös, 1959)
- Sycophila megastigmoides Walker, 1871
- Sycophila mellea (Curtis, 1831)
- Sycophila michiganica (Girault, 1920)
- Sycophila mimosae (Balduf, 1932)
- Sycophila modesta Boucek, 1981
- Sycophila mukerjeei Narendran, 1994
- Sycophila naso Boucek, 1981
- Sycophila nigriceps (Walsh, 1870)
- Sycophila nigrofasciata (Risbec, 1952)
- Sycophila novascotiae (Balduf, 1932)
- Sycophila nubilistigma (Walsh, 1870)
- Sycophila occidentalis (Balduf, 1932)
- Sycophila opposita (Brèthes, 1916)
- Sycophila oretilia (Walker, 1843)
- Sycophila pallidicornis (Ashmead, 1894)
- Sycophila paranensis (Brèthes, 1922)
- Sycophila paucipunctata (Girault, 1915)
- Sycophila persephone (Girault, 1927)
- Sycophila peterseni Narendran, 1984
- Sycophila petiolata Chen, 1999
- Sycophila pezomachoides (Balduf, 1932)
- Sycophila pigra (Motschulsky, 1863)
- Sycophila pilosa (Joseph & Abdurahiman, 1968)
- Sycophila pistacina Róndani, 1872
- Sycophila pitangae (Bondar, 1930)
- Sycophila plana (Walker, 1832)
- Sycophila plectroniae (Risbec, 1952)
- Sycophila pomiformis (Balduf, 1932)
- Sycophila punctum Boucek, 1981
- Sycophila punensis Sureshan, 2004
- Sycophila querci (Ashmead, 1881)
- Sycophila quercilanae (Fitch, 1859)
- Sycophila quinqueseptae (Balduf, 1932)
- Sycophila robusta (Joseph & Abdurahiman, 1968)
- Sycophila ruandensis (Risbec, 1957)
- Sycophila rubra (Risbec, 1952)
- Sycophila scorzonerae (Mayr, 1905)
- Sycophila sessilis Boucek, 1981
- Sycophila setosipennis (Kieffer, 1910)
- Sycophila setulosa Zerova, 2009
- Sycophila sidnica (Girault, 1927)
- Sycophila simplicistigma (Walsh, 1870)
- Sycophila siphonodoni (Girault, 1926)
- Sycophila subimmaculata (Girault, 1917)
- Sycophila submutica (Thomson, 1876)
- Sycophila taprobanica (Westwood, 1882)
- Sycophila texana (Balduf, 1932)
- Sycophila townesi Narendran, 1994
- Sycophila vacciniicola (Balduf, 1932)
- Sycophila varians (Walsh, 1870)
- Sycophila variegata (Curtis, 1831)
- Sycophila wiltzae (Balduf, 1932)
- Sycophila xanthochroa (Ashmead, 1894)
- Sycophila xiphigaster (Risbec, 1955)
- Sycophila yemeni Zerova, 2009